# Hans Hornig
Hans Hornig (* 11. September 1951; † 23. September 2009 bei Forstinning) war Diplom-Ingenieur, Schweißfachingenieur und für 15 Jahre Leiter der Gruppe Schweiß- und Fügetechnik bei BMW.
Hans Hornig gehörte zu den Laserpionieren des Automobilrohbaus. Er verfolgte dabei von Anfang an Produkt- und Produktivitätsverbesserungen durch den gezielten Einsatz der Lasermaterialbearbeitung, um Kosten- und Qualitätsziele zu erreichen.
Bereits 1986 war er für die erste Großserienanwendung des Laserschweißens von der Dachhaut auf den Seitenrahmen der BMW 3er-Touring-Modelle verantwortlich. Danach wurde das Laserschweißen für die 5er-Reihe erfolgreich weiter entwickelt. Damit wurden bis 2001 im BMW-Rohbau nahezu zwölf Millionen Meter Schweißnaht prozesssicher produziert. Das Laserstrahlschweißen wurde von ihm auch für Aluminium eingesetzt, zum Beispiel die aus tiefgezogenen Blechschalen zusammengeschweißten Schubfelder für die 3er-Reihe. Für Überlappnähte aus verzinktem Blech als Sichtnähte im Schwellerbereich entwickelte sein Team eine flexible Anlage, die über eine 8-kW-CO2-Laserstrahlquelle, ein flexibles Strahlführungssystem, einen Schweißkopf mit optischem Sensor sowie einen Roboter zum Führen des Schweißkopfes verfügte.
Er entwickelte eine Modifikation des Laserhartlötens an Heckklappen und Karosseriedächern für die BMW 5er-Baureihe. Mit dem dafür von BMW und Mitsubishi gemeinsam entwickelten Coax-Lötkopf erfolgte die Drahtzufuhr coaxial zur Laserstrahlrichtung, um Laserstrahl und Lötdraht positions- und richtungsgleich auf die Lötstelle auftreffen zu lassen. Das Aufschmelzen des Lötdrahtes und das Erwärmen der Fügestelle an dreidimensionalen Lötkonturen wurde dadurch prozesssicher beherrschbar und das Lötergebnis war von hoher Qualität.
Er war in vorbildlicher Weise an der überfachlichen Zusammenarbeit mit anderen Unternehmen interessiert und hatte insbesondere im Arbeitskreis Lasertechnik eine einzigartige Stellung.
Er starb bei einem nächtlichen Autounfall, nachdem er aus ungeklärter Ursache mit hoher Geschwindigkeit mit einem ordnungsgemäß auf einem Autobahnparkplatz abgestellten LKW kollidiert war.

## Patente
- Patent  EP1005944B1: Laserstrahl-Schweissverfahren für Überlappnähte an beschichteten Blechen. Angemeldet am 4. November 1999, veröffentlicht am 1. September 2004, Anmelder: Bayerische Motoren Werke AG, Erfinder: Hans Hornig.‌